# Студенец (Коренёвский сельсовет)
Студене́ц (бел. Студзяне́ц, пол. Studzieniec) — деревня в Сморгонском районе Гродненской области Белоруссии.
Входит в состав Коренёвского сельсовета.
Расположена в центральной части района на реке Студенец. Расстояние до районного центра Сморгонь по автодороге — около 11,5 км, до центра сельсовета деревни Корени по прямой — чуть менее 11 км. Ближайшие населённые пункты — Дордишки, Стымони, Хвецевичи. Площадь занимаемой территории составляет 0,4720 км², протяжённость границ 3710 м.
Согласно переписи население деревни в 1999 году насчитывало 61 человек.
До 2008 года Студенец входил в состав Белковщинского сельсовета.
Через деревню проходит автомобильная дорога местного значения Н6135 Сморгонь — Ябровичи.
Через Студенец проходят регулярные автобусные маршруты:
- Сморгонь — Стрипуны
- Сморгонь — Ябровичи